# Врхово при Мирни Печи
Врхово при Мирни Печи (словен. Vrhovo pri Mirni Peči) је насељено место у општини Мирна Печ, регија Југоисточне Словеније, Словенија.

## Историја
До територијалне реорганизације у Словенији било је у саставу старе општине Ново Место.

## Становништво
У попису становништва из 2011. године, Врхово при Мирни Печи је имало 69 становника.
| Број становника према пописима | Број становника према пописима | Број становника према пописима |
| ------------------------------ | ------------------------------ | ------------------------------ |
| 1991                           | 2002                           | 2011                           |
| 77                             | 81                             | 69                             |

Напомена: Године 1953. настала спајањем насеља Долење Врхово и Горење Врхово, која су укинута.